# 西南記伝
「西南記伝」(せいなんきでん)は、内田良平が1901年に設立した黒龍会によって編纂、発行された西南戦争(西南の役)を総合的に研究した初めての書物である。1909年から1911年にかけて発行され、菊判全6冊で、各巻は本文と付録を合わせるとそれぞれ800ページ以上になる。

## 概要
この本は、右翼結社が日韓併合の時期に、自分たちの主張の正当性を主張するために刊行したもので、第二次世界大戦後は批判的に評価されることが多かったが、史料の蒐集に力を入れ、また史料の選択も優れていたので、西南戦争に言及する際にはこれが参照され続けて、結果的に歴史家の西南戦争の叙述の枠組みを縛り続けている。実質的な著者は、紫山の号を持つ川崎三郎である。